# 迪克·布利克
迪克·布利克（英語：Dick Blick，1940年7月29日—），美国男子游泳运动员。他曾代表美国参加1960年夏季奥林匹克运动会游泳比赛，获得男子4×200米自由泳接力金牌。